# Banksia ser. Salicinae
Série
Banksia ser. Salicinae est la dénomination botanique d'une série de plantes du genre Banksia.
Presque toutes les plantes de la série sont endémiques de la côte est de l'Australie, à l'exception de B. dentata que l'on trouve dans le nord du pays, ainsi qu'en Nouvelle-Guinée et sur les îles Aru.

## Systématique

### Selon Meissner
B. ser. Salicinae a d'abord été publié en 1856, dans le chapitre dû à Carl Meissner sur les Proteaceae dans Prodromus Systematis Naturalis Regni Vegetabilis de A. P. de Candolle. C'est l'une des quatre séries dans lesquelles le sous-genre Eubanksia a été divisé. Ces quatre séries ont été définies sur les caractéristiques des feuilles avec la série des Salicinae contenant les espèces avec des feuilles linéaires, ou presque, avec le dessous gris blanchâtre. Telles qu'elles ont été définies, les séries de Meissner sont très hétérogènes.
Ce classement de Banksia ser. Salicinae peut être résumé ainsi :
Banksia
B. sect. Eubanksia
B. ser. Abietinae (8 espèces, 1 variété)
B. ser. Salicinae
B. cunninghamii (maintenant B. spinulosa var. cunninghamii)
B. collina (maintenant B. spinulosa var. collina)
B. occidentalis
B. littoralis
B. cylindrostachya (maintenant B. attenuata)
B. lindleyana
B. marginata
B. marginata var. Cavanillesii (maintenant B. marginata)
B. marginata var. microstachya (maintenant B. marginata)
B. marginata var. humilis (maintenant B. marginata)
B. depressa (maintenant B. marginata)
B. depressa var. subintegra (maintenant B. marginata)
B. patula (maintenant B. marginata)
B. australis (maintenant B. marginata)
B. Gunnii (maintenant B. marginata)
B. insularis (maintenant B. marginata)
B. integrifolia
B. integrifolia var. minor (maintenant B. integrifolia subsp. integrifolia)
B. integrifolia var. major (maintenant B. integrifolia subsp. integrifolia)
B. integrifolia var. dentata  (maintenant B. robur)
B. compar (maintenant B. integrifolia subsp. compar)
B. paludosa
B. verticillata
B. media
B. attenuata
B. elatior (maintenant B. aemula)
B. lævigata
B. Hookeriana
B. prionotes
B. Menziesii
B. ser. Quercinae (18 espèces, 2 variétés)
B. ser. Dryandroideae (8 espèces)
B. sect.Isostylis (1 espèce)
La classification de Meissner a été suivie jusqu'en 1870, lorsque George Bentham publia la sienne, rejetant les quatre séries de Meissner [3].

### Selon George
En 1981, Alex George a publié une révision approfondie de Banksia dans sa monographie classique The Genus Banksia L.f. (Proteaceae). Il rétablit la série B. Salicinae, le plaçant dans le sous-genre B. Banksia et la définit comme ne contenant que des espèces avec les feuilles entières, dentelées ou dentées; un petit présentoir à pollen et des follicules sans bec.
Le placement et la classification de B. ser. Abietinae selon la classification taxonomique de George peut se résumer comme suit:
Banksia
B. subg. Banksia
B. sect. Banksia
B. ser. Salicinae
B. dentata
B. aquilonia
B. integrifolia
B. integrifolia subsp. integrifolia
B. integrifolia subsp. compar
B. integrifolia subsp. monticola
B. plagiocarpa
B. oblongifolia
B. robur
B. conferta
B. conferta subsp. conferta
B. conferta subsp. penicillata
B. paludosa
B. paludosa subsp. astrolux
B. paludosa subsp. paludosa
B. marginata
B. canei
B. saxicola
B. ser. Grandes (2 espèces)
B. ser. Banksia (8 espèces)
B. ser. Crocinae (4 espèces)
B. ser. Prostratae (6 espèces, 3 variétés)
B. ser. Cyrtostylis (13 espèces, 2 sous-espèces)
B. ser. Tetragonae (3 espèces)
B. ser. Bauerinae (1 espèce)
B. ser. Quercinae
B. quercifolia
B. oreophila
B. sect. Coccinea (1 espèce)
B. sect. Oncostylis (3 séries, 22 espèces, 4 sous-espèces, 11 variétés)
B. subg. Isostylis (3 espèces)